# Paradise - Una nuova vita
Paradise - Una nuova vita è un film del 2019 diretto da Davide Del Degan.

## Trama
Un uomo comune assiste a un omicidio mafioso. Dopo aver preso coraggio, deciderà di testimoniare ma la cosa gli costerà molto cara.

## Distribuzione
Dopo un'anteprima al Torino Film Festival 2019, la pellicola è stata distribuita in Italia a partire dall'8 ottobre 2020.